# Шведський дивізіон 1 з хокею 1949—1950
Дивізіон 1: 1949—1950 — 6-й сезон у «Дивізіон 1», що був на той час найвищою за рівнем клубною лігою у шведському хокеї з шайбою.
У чемпіонаті взяли участь 12 клубів, розділених на дві групи. Турнір проходив у два кола.
Переможцем змагань став клуб Седертельє СК.

## Регулярний сезон

### Північна група
|   | Команда                            | І  | В | Н | П | Ш     | О  |
| - | ---------------------------------- | -- | - | - | - | ----- | -- |
| 1 | Седертельє СК                      | 10 | 9 | 1 | 0 | 50–19 | 19 |
| 2 | Євле ГІК                           | 10 | 7 | 0 | 3 | 32–21 | 14 |
| 3 | АІК Стокгольм                      | 10 | 6 | 0 | 4 | 38–26 | 12 |
| 4 | ІК «Гуге» (Євле)                   | 10 | 2 | 2 | 6 | 22–41 | 6  |
| 4 | Нака СК                            | 10 | 2 | 1 | 7 | 22–40 | 5  |
| 5 | УоІФ «Маттеуспойкарна» (Стокгольм) | 10 | 1 | 2 | 7 | 21–38 | 4  |

### Південна група
|   | Команда                   | І  | В | Н | П | Ш     | О  |
| - | ------------------------- | -- | - | - | - | ----- | -- |
| 1 | «Гаммарбю» ІФ (Стокгольм) | 10 | 7 | 2 | 1 | 56–22 | 16 |
| 2 | «Юргорден» ІФ (Стокгольм) | 10 | 6 | 2 | 2 | 53–27 | 14 |
| 3 | Форсгага ІФ               | 10 | 6 | 1 | 3 | 53–36 | 13 |
| 4 | ІК «Йота» (Стокгольм)     | 10 | 5 | 1 | 4 | 41–46 | 11 |
| 5 | Вестерос СК               | 10 | 2 | 1 | 7 | 53–39 | 5  |
| 6 | «Атлас Дізельс» ІФ (Нака) | 10 | 0 | 1 | 9 | 21–67 | 1  |

## Фінал
- Седертельє СК – «Гаммарбю» ІФ (Стокгольм) 3–2, 3–2 (дод.)